# 称念寺 (台東区)
称念寺（しょうねんじ）は、東京都台東区にある真宗高田派の寺院。

## 歴史
1598年（慶長3年）、正伝によって開山された。唯念寺や澄泉寺とともに、真宗高田派本山専修寺の分院の格式がある。
当寺南にある覚音寺・歓名寺・願信寺・最尊寺・本行寺を塔頭として擁していた。

## 文化財
- 木造阿弥陀如来立像（台東区有形文化財 平成5年度登載）[2]
- 木造親鸞上人坐像（台東区有形文化財 平成5年度登載）[3]

## 交通アクセス
- 新御徒町駅より徒歩約6分（経路案内）。
- 銀座線田原町駅より徒歩約7分（経路案内）。